# Desintoxicação

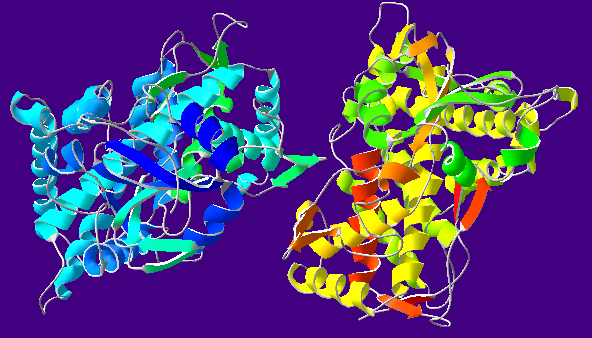
Citocromo P450 1OG2. As enzimas da família do citocromo P450 são responsáveis por 75% das reações de desintoxicação metabólica.

A desintoxicação é a remoção fisiológica ou medicinal de substâncias tóxicas de um organismo vivo, incluindo o corpo humano, realizada principalmente pelo fígado. Além disso, pode referir-se ao período de retirada da droga durante o qual um organismo volta à homeostase após a utilização a longo prazo de uma substância viciante . Em medicina, a desintoxicação pode ser alcançada através da descontaminação da ingestão de veneno e do uso de antídotos, bem como de técnicas como a diálise e (num número limitado de casos) a terapia de quelação. 

## Tipos

### Desentoxicação alcoólica
A desintoxicação alcoólica é um processo pelo qual o sistema de um bebedor pesado volta ao normal após estar habituado a ter álcool no corpo continuamente por um período prolongado de abuso de substâncias. A grave dependência do álcool resulta em uma desregulamentação dos receptores de neurotransmissores GABA. A retirada precipitada do vício em álcool a longo prazo sem gerenciamento médico pode causar graves problemas de saúde e pode ser fatal. A desintoxicação alcoólica não é um tratamento para o alcoolismo. Após a desintoxicação, outros tratamentos devem ser submetidos para lidar com o vício subjacente que causou o uso do álcool.

### Desintoxicação por drogas
Os médicos usam a desintoxicação de drogas para reduzir ou aliviar sintomas de abstinência enquanto ajudam um indivíduo viciado a se ajustar a viver sem o uso de drogas; a desintoxicação de drogas não visa tratar o vício, mas representa um passo inicial dentro de um tratamento de longo prazo. A desintoxicação pode ser alcançada sem drogas ou pode usar medicamentos como um aspecto do tratamento. Muitas vezes a desintoxicação de drogas e o tratamento ocorrerão em um programa comunitário que dura vários meses e ocorre em um ambiente residencial e não em um centro médico.
A desintoxicação de drogas varia dependendo do local do tratamento, mas a maioria dos centros de desintoxicação fornecem tratamento para evitar os sintomas de abstinência física do álcool e de outras drogas. A maioria também incorpora aconselhamento e terapia durante a desintoxicação para ajudar nas consequências da abstinência.